# Esskeetit
"Esskeetit" (a veces estilizado como "ESSKEETIT") es una canción del trapero estadounidense Lil Pump. La frase 'essketit', a menudo, es una forma mejorada de la pronunciación de la frase en inglés "let's get it', que en español podría traducirse como "Consigámoslo, podemos, divertirse o vida loca ". El sencillo y su video musical se lanzaron el 13 de abril de 2018. La canción fue producida por Pump, junto con el colaborador frecuente CBMIX. La canción debutó y alcanzó su punto máximo en el número 24 en el Billboard Hot 100.

## Lanzamiento
El primer fragmento de la canción se publicó en la cuenta oficial de Twitter de Lil Pump el 6 de febrero de 2018. Pump mostró una vista previa de la canción y su video musical varias veces en Twitter e Instagram, originalmente previsto para ser lanzado el 8 de abril de 2018. Sin embargo, su lanzamiento se retrasó hasta el 13 de abril debido a problemas de derechos de autor. La canción toma su título de la frase de la firma de Pump. Líricamente, la canción hace referencia a muchos medicamentos y marcas de lujo, como MDMA (o X), Actavis, Porsche y Patek Phillipe, entre otros.

## Video musical
El video musical de la canción, dirigido por Pump mismo junto con Ben Griffin, se estrenó con su lanzamiento. El video, a diciembre de 2022, ha recibido más de 520 millones de visitas en YouTube.